# لويس غاما
لويس غاما (بالبرتغالية: Luís Gama‏) هو صحفي ومحامي وكاتب وشاعر برازيلي، ولد في 21 يونيو 1830 في سالفادور في البرازيل، وتوفي في 24 أغسطس 1882 في ساو باولو في البرازيل بسبب السكري.